# Döbelns park
Döbelns park var den første park i Umeå og den har gennem lang tid været en kulturpark med musikoptræden og teater.
I 1865 blev en del af länsresidensens tomt lavet til en park, dette skete efter en rigsdagsbeslutning om at jorden skulle overdrages till byen. Den anlagdes i engelsk stil med snoende gange og pittoreska syrenbuskelysthuse og terasser. Monumentet til minde om general Georg Carl von Döbeln indviedes i 1867. Parken blev først kaldt Byhaven" (svensk: Stadsträdgården) men den blev omdøbt efter monumentets opførsel.
Siden 1920 har der været en stor scene midt i parken. Den blev opført for at have en fast scene for de kulturbegivenheder der allerede fandt sted i parken. Scenen er ottekantet og har et hvælvet kobbertag med en gylden lyre som udsmykning.
Parken ligger mellem länsresidensen, Östra Kyrkogatan, Storgatan og Östra Strandgatan.